# Fio da Memória
Fio da Memória (2016), é o segundo álbum da cantora e compositora brasileira Luísa Maita na gravadora independente Cumbancha, seguindo Lero-Lero em 2010. Maita explicou que, em seu novo álbum, "queria revisitar os ritmos brasileiros e outros sons que ouviu crescer na perspectiva contemporânea, eletrônica e urbana".